# پاپندورف (وارنوو)
پاپندورف (به آلمانی: Papendorf) یک شهر در آلمان است که در Rostock District واقع شده‌است. پاپندورف ۲٬۴۶۳ نفر جمعیت دارد.